# Sympycnus difficilis
Sympycnus difficilis är en tvåvingeart som beskrevs av Van Duzee 1930. Sympycnus difficilis ingår i släktet Sympycnus och familjen styltflugor. Inga underarter finns listade i Catalogue of Life.